# Capdenac
Capdenac é uma comuna francesa na região administrativa de Occitânia, no departamento de Lot. Estende-se por uma área de 10,90 km². Em 2010 a comuna tinha 1 128 habitantes (densidade: 103,5 hab./km²).
Pertence à rede das As mais belas aldeias de França.